# 超人X
『超人X』（ちょうじんエックス）は、石田スイによる日本の漫画。『となりのヤングジャンプ』（集英社）において、2021年5月10日から連載中。「レトロな雰囲気」のヤマトで、黒原トキオが異能力を持つ「超人」と関わっていく様子を描く。2024年11月時点で累計部数が200万部を突破している。

## 制作と沿革
前作の執筆から3年の間、ゲーム制作や作詞に携わった石田は、自分にとっての漫画との関係性を考えていた。2021年5月11日、『となりのヤングジャンプ』にて久々に連載を開始。石田の「今作は背景や仕上げも一人で描いてみたい」という思いから制作されているため、連載ペースは不定期更新されている。同サイトで反響があったことにより、2021年10月14日発売の『週刊ヤングジャンプ』（同）46号より、2022年2月3日発売の10号まで出張連載が行われた。石田が『東京喰種トーキョーグール:re』の連載を終了させて以来、3年ぶりの同誌への作品の掲載となった。同誌では第1話から掲載され、第2話以降も『となりのヤングジャンプ』で発表された話の「再編集版」が載っているが、一部のカラー扉は描きおろされている。同誌での連載により、さらに話題となった。
2021年12月17日、単行本の第1巻と第2巻が同時発売される。発売を記念して、CHAIやシンガーソングライターの松木美定とコラボレートしたPVが制作された。「本作のテーマや雰囲気にマッチしたアーティスト」として、石田がオファーしたことにより2組が選ばれている。
2023年にはTikTokアカウントが開設され、ボイスコミックが配信された。
2024年4月18日には黒原トキオの声をボイスコミックから続投で内田雄馬が演じる9巻発売記念PVが公開された。

## あらすじ
高校生の黒原トキオと東アヅマは、「超人の仕業と噂される旅客機の墜落事故」の処理のボランティアを行う。事故では生存者が200名おり、機体の損傷が少ないといった奇妙な点があった。ボランティア帰りの2人は因縁の不良に絡まれるも、不良の様子は普段とは異なるものであった。超人となった不良に追いつめられたトキオとアヅマは、とある覚悟を決める。

## 登場人物
声は、特筆ない限りTikTokのボイスコミックの担当声優。
黒原 トキオ（くろはら トキオ）
声 - 内田雄馬（PVも担当）
ヤマト県在住の高校生。「獣化の超人」の力を得る。
乙田 エリイ（おった エリイ）
声 - 寺崎裕香
農家の娘。煙の超人。
東 アヅマ（ひがし アヅマ）
声 - 佐藤元
トキオの友人。
チャンドラ・ヒューム
声 - 大川透
星・バチスタ（ほし・バチスタ）
声 - 鈴村健一

## 作風
本作は「ダークな世界観」が描かれ、石田らしい台詞回しや戦闘場面、個性的なキャラクターが登場する。『東京喰種トーキョーグール』と同様におしゃれな構図で描かれており、石田がひとりですべての作画を行っている。しかし第11話や第12話の背景など、一部においては作画の協力が行われている。
CHAIによると、本作は出だしからストーリーやアクションや登場人物の感情など、早い展開に引きこまれるという。

## 評価
2023年、「全国書店員が選んだおすすめコミック2023」にて第13位を獲得。
漫画家のモクモクれんによると、単行本の「背表紙からタイトルがはみ出して」いる装丁がかっこよく、本作の「定石を崩していくような展開がたまらない」と評している。

## 書誌情報
- 石田スイ『超人X』集英社〈ヤングジャンプコミックス〉、既刊13巻（2025年8月19日現在）
  1. 2021年12月17日発売[3][18]、ISBN 978-4-08-892166-2
  2. 2021年12月17日発売[3][22]、ISBN 978-4-08-892167-9
  3. 2022年5月18日発売[34]、ISBN 978-4-08-892318-5
  4. 2022年9月16日発売[35]、ISBN 978-4-08-892458-8
  5. 2023年1月19日発売[36]、ISBN 978-4-08-892573-8
  6. 2023年5月19日発売[37]、ISBN 978-4-08-892691-9
  7. 2023年9月19日発売[38]、ISBN 978-4-08-892792-3
  8. 2023年12月19日発売[39]、ISBN 978-4-08-893018-3
  9. 2024年4月18日発売[40]、ISBN 978-4-08-893219-4
  10. 2024年7月18日発売[41]、ISBN 978-4-08-893269-9
  11. 2024年11月19日発売[42]、ISBN 978-4-08-893428-0
  12. 2025年4月17日発売[43]、ISBN 978-4-08-893571-3
  13. 2025年8月19日発売[44]、ISBN 978-4-08-893786-1